# Geheimes Doppelleben
Als Doppelleben bezeichnet man die Lebensführung einer Person in mindestens zwei separaten und verschiedenen Milieus, Rollen, Bahnen oder sonstigen sozialen Zusammenhängen, die die Person anderen Personen gegenüber wenigstens zum Teil bewusst verheimlicht. Entsprechend zum Doppelleben kann es bei noch mehr Teilen ein Dreifach- (Tripel-), Vierfachleben usw. geben, allgemeiner gesprochen ein Mehrfachleben. Je mehr es werden, desto zeitaufwändiger und komplizierter wird es sie voneinander zu trennen.
Ein Lebensentwurf ist von der Umgebung akzeptiert, der andere hingegen nicht und wird deshalb geheim gehalten. Dies kann tätigkeitsbedingt notwendig sein (Agent, Spion, verdeckter Ermittler), in kriminellen wie auch in von der sozialen Norm abweichenden Verhalten oder Eigenschaften begründet sein, die stigmatisierende Auswirkungen haben können (beispielsweise Arbeitslosigkeit, sexuelle Orientierung bzw. Präferenz, Krankheiten wie Bulimie, Abhängigkeitssyndrom oder Hypersexualität, Parallelbeziehungen wie nichtoffene Dreiecksbeziehungen, außereheliche Beziehungen oder Bigamie). Einem Doppelleben kann aber auch der Wunsch nach Selbstverwirklichung oder Anerkennung zu Grunde liegen, der sich im „normalen“ Leben nicht erfüllen lässt, etwa als Schriftsteller unter einem Pseudonym. Weiter kann man nach einer Seite geheimgehaltene Lebensstränge (z. B. Affären) und doppelseitig geheimgehaltene Lebensweisen (z. B. Bigamie) unterscheiden.
Ein aufgedecktes Mehrfachleben löst regelmäßig einen Skandal im getäuschten Milieu aus, bei Prominenten also in den Medien, vornehmlich in der Regenbogenpresse. Hat der Entlarvte vorher öffentlich missbilligt, was er sich selbst heimlich gönnte, muss er sich meist auch noch den Vorwurf der Heuchelei gefallen lassen. Seit jeher stellen Kunst, Literatur und Film wegen des dramatischen Kontrastes gerne Personen dar, die ein Doppelleben führen, aber auch, weil sich damit die Doppelmoral in der Gesellschaft anprangern lässt.